# Megalastrum inaequale
Megalastrum inaequale är en träjonväxtart som först beskrevs av Georg Friedrich Kaulfuss och Link, och fick sitt nu gällande namn av Alan Reid Smith och R. C. Moran. Megalastrum inaequale ingår i släktet Megalastrum och familjen Dryopteridaceae. Inga underarter finns listade.